# 'Atara
'Atara (àrab: عطارة, ʿAṭāra) és una vila palestina en la governació de Ramal·lah i al-Bireh al centre de Cisjordània, situada 15 kilòmetres al nord de Ramal·lah. Segons l'Oficina Central d'Estadístiques de Palestina (PCBS), tenia 2.905 habitants en 2016. Es troba al llarg d'una cresta de muntanya amb quatre cims i està construïda sobre el segon punt més alt de Cisjordània, a 810 m sobre el nivell del mar.
Limita amb Jifna al sud, Bir Zeit al sud-oest, Kobar a l'oest, Rawabi i Ajjul al nord-oest, Abwein al nord, Sinjil al nord-est i al-Mazra'a ash-Sharqiya a l'est. 'Atara's té una àrea total de 9,545 dúnams, la major part d'ells cultivables.

## Història
S'hi ha trobat ceràmica de l'Edat de Ferro, persa, hel·lenística, romana, romana d'Orient i mameluca.
Edward Robinson identifià 'Atara amb l'Ataroth bíblica esmenada al Llibre de Josuè. Tanmateix, algunes autoritats modernes prefereixen situar Ataroth en altres llocs.

### Època otomana
El 1517 la vila va ser incorporada a l'Imperi Otomà amb la resta de Palestina. En 1596 va aparèixer en els registres d'impostos otomans com a part de la nàhiya d'al-Quds al liwà homònim. Tenia 55 llars musulmanes i pagava impostos sobre el blat, l'ordi, les olives, les vinyes o fruiters, i cabres o ruscs.
En els segles xvii-xix 'Atara fou situada en la nàhiya de Bani Zeid. Els homes adults havien de pagar 58-60 akçe al govern otomà a Jerusalem.
L'explorador francès Victor Guérin va passar pel poble el 1870 i va estimar que tenia uns 300 habitants.
Una llista oficial de pobles otomans d'al voltant del mateix temps (1870) va mostrar que 'Atara tenia un total de 80 cases i una població de 225, tot i que el recompte de població només incloïa homes.
En 1882 el Survey of Western Palestine del Fons per a l'Exploració de Palestina va descriure Attara com un gran poble, aparentment antic, en una posició visible en un turó, amb oliveres al voltant.
En 1896 es va estimar que la població d'Atara era d'unes 480 persones.

### Època del Mandat Britànic
En el cens de Palestina de 1922, organitzat per les autoritats del Mandat Britànic, la població d'Atara era de 407 musulmanss, incrementats en el cens de 1931 a 559 musulmans en 133 cases. En 1922 el Fons Nacional Jueu va establir un moshav en 500 dúnams de terra. Conegut com a Ataroth, va ser un dels primers assentaments sionistes.
En 1945 tenia 690 habitants, tots musulmans, mentre que l'àrea total de terra era de 9,545 dúnams, segons una enquesta oficial de terra i població. D'aquests, 7.095 eren per a plantacions i regadius, 3.550 per a cereals, mentre 45 dúnams eren sòl edificat.

### Després de 1948
En la vespra de guerra araboisraeliana de 1948, i després dels acords d'armistici araboisraelians de 1949, 'Atara fou ocupada pel regne haixemita de Jordània. Després de la Guerra dels Sis Dies de 1967 va romandre sota l'ocupació israeliana.
En 2002, Fatima Hassan, de 95 anys i veïna d'Atara, esdevingué la víctima palestina de més edat en la Segona Intifada quan els soldats israelians van disparar el taxi on ella anava. Els testimonis van dir que el cotxe estava esperant en una llarga línia d'automòbils i que els soldats van trencar les finestres abans de disparar. Una font militar israeliana va dir que soldats van disparar al taxi després d'ignorar les ordres d'aturar-se en un camí prohibit.

## Santuaris
'Atara conté dos santuaris per figures santíssimes. L'antiga mesquita del poble aplega el Santuari d'I'mar. Allí hi havia una església romana d'Orient.

### Santuari de Sheikh al-Qatrawani
Al turó de Dahrat Hamoud a uns 1,5 km al sud-oest d''Atara, situat a uns 820 metres sobre el nivell del mar, es troba el Maqam (capella) de Sheikh al-Qatrawani. El santuari és una d'una sèrie de torres de vigilància que donen a la costa construïda pels mamelucs al segle xvi. El santuari, construït damunt de les ruïnes d'un antic monestir bizanatí, és visitat per musulmans palestins per oferir vots i per cristians per descansar a prop. El santuari actual es compon del santuari, les restes del monestir, una cova i una cisterna.
Segons la tradició islàmica local, el santuari va ser nomenat per un home sagrat anomenat Sheikh Ahmad al-Qatrawani de la vila destruïda de Qatra al nord de Gaza. Les creences populars suggereixen que al-Qatrawani va abandonar la seva ciutat natal de Qatra a causa de la seva incapacitat per complir-hi els seus deures religiosos, per la qual cosa es va traslladar al turó desèrtic de Dar Hamouda on «vivia en oració i automortificació». Un altre conte popular afirma que quan va morir al-Qatrawani, el seu cos mort va descendir al turó on es troba el seu santuari.
Segons la llegenda local de la ciutat de Bir Zeit, els veïns van trobar-hi un dervix sufi i quan li van preguntar sobre els seus orígens, va dir que era de Qatra i que els àngels l'havien portat al lloc on moriria. Els residents d''Atara, així com els propers d'Ajjul i Silwad li van proporcionar aliments i protecció durant quatre anys i quan el van trobar mort, el van enterrar a l'oest del santuari.
Tanmateix, molts palestins cristians argumenten que el lloc estava dedicat a Santa Caterina, suggerint que l'origen etimològic dels «Qatrawani» seria de «Caterina». Hamdan Taha assenyala similituds entre la tradició musulmana d'Al Qatrawani que descendeix fins al seu lloc de sepultura en el moment de la seva mort amb la tradició cristiana de Santa Caterina que descendeix fins al Mont Sinaí al moment de la seva mort.
L'edifici modern és una versió renovada de l'edifici original construït a la fi de l'època mameluc del segle xvi. La renovació es va dur a terme el 1999 pel Departament Palestí d'Antiguitats. El santuari és un edifici rectangular de 9,8 metres d'ample i 5,9 metres de longitud. Té dues cúpules semiesfèriques, de 3,8 i 3,9 metres de diàmetre, respectivament. La cúpula oriental està construïda amb pedres ben tallades, mentre que la cúpula occidental està formada per petites pedres rugoses, però ambdós són d'origen local. El mur nord és de 85 centímetres de gruix i està construït amb pedres petites, morter i escombres. La sala oriental del santuari conté un mihrab ('nínxol de pregària') amb l'orientació típica de la Meca segons estipula la doctrina islàmica.
La cisterna, actualment bloquejada, es troba davant del santuari i probablement ha recollit aigua de pluja en el passat pel santuari. Possiblement també va treure aigua de la propera font de Wadi as-Saqi, situada a dos quilòmetres al sud del lloc. A l'oest del santuari del Xeic al-Qatrawani hi ha una premsa per vi tallat a la pedra. La seva conca és d'1,8 metres de profunditat i està recoberta amb una capa de guix blanc. Una cova de pedra tallada es troba davant del santuari, però va ser bloquejada el 1984 pels residents d'Atara per «motius de seguretat». Davant de l'edifici hi ha un pati i la tomba realactual de Sheikh al-Qatrawnani es localitza a l'oest del lloc i ha estat saquejada diverses vegades.